# Giovanni Benini (Bischof)
Giovanni Benini (* 26. Juni 1569 in Rom; † 2. November 1636) war ein italienischer Titularerzbischof.
Papst Gregor XV. ernannte ihn am 18. Oktober 1622 zum Titularerzbischof von Titularerzbistum Hadrianopolis in Haemimonto. Ulpiano Volpi, Bischof von Novara, spendete ihn am 31. Dezember 1622 die Bischofsweihe. Mitkonsekratoren waren Joannes Caryophyllis, Titularerzbischof von Iconium, und Girolamo Tantucci, Bischof von Grosseto.
e